# La Patria (Colombia)
La Patria es un periódico regional colombiano con sede en la ciudad de Manizales (Caldas), fundado en 1921 por el abogado Francisco José Ocampo Londoño.

## Historia
Fue fundado en 1921 por un grupo de ciudadanos caldenses, liderados por el entonces secretario del Directorio del Partido Conservador en Caldas, Francisco José Ocampo Londoño, y su esposa, María Inés Vélez, con el fin de promover la candidatura de Pedro Nel Ospina a la presidencia de Colombia en las elecciones de 1922. Con un pequeño presupuesto, el periódico comenzó a circular el lunes 20 de junio de 1921. Entre los demás fundadores, se puede destacar a Rafael Genaro Mejía, Félix María Salazar, Carlos Jaramillo Isaza y los gobernadores Alejandro Gutiérrez y Gerardo Arias Mejía.
Como primer director del periódico fue nombrado Ocampo Londoño. Al año siguiente, el periódico fue destruido por el incendio de Manizales de 1922, que devastó sus oficinas. Sin embargo, el periódico logró seguir circulando gracias al apoyo del apostolado de la comunidad agustiniana. El periódico rápidamente obtuvo gran acogida, alcanzando una tirada de mil ejemplares. Durante esta época, los costos sobrepasaban a las ganancias, por lo cual el periódico solo se pudo sostener gracias a donaciones. También apareció el empresario Francisco Jaramillo Montoya, quien compró linotipos estadounidenses y vehículos y mejoró la distribución comercial y la cobertura informativa nacional e internacional. El periódico también se constituyó en sociedad anónima, con Gerardo Arias Mejía, Guillermo Gutiérrez Vélez, Antonio Arango, Emilio Arias, Daniel Restrepo, Antonio José Ocampo, Silvio Villegas, Roberto Londoño Villegas y Francisco José Ocampo como accionistas.
En la década de 1940, el empresario José Restrepo Restrepo compró su participación en el periódico a todos los accionistas, en compañía del ecuatoriano Gustavo Larrea Córdoba, quien en 1955 tuvo que vender su participación a Restrepo ya que las leyes colombianas impedían a los extranjeros poseer medios de comunicación en Colombia.
El nuevo propietario inauguró en 1960 la nueva sede del periódico, en el centro de Manizales. En 1968 se convirtió en el primer periódico de Colombia que utilizó la impresión off-set (directa).
Durante la época del Viejo Caldas, el periódico fue el principal medio de comunicación de Manizales, enfrentándose con su rival El Diario, de la ciudad de Pereira (Risaralda).
En 2002, Orlando Sierra Hernández, subdirector del periódico, fue asesinado en el centro de Manizales, lo que supuso un momento crítico para el periódico. Desde ese suceso, su jefe de redacción es Fernando Alonso Ramírez Ramírez, periodista que se ha desempeñado como presidente de la Fundación para la Libertad de Prensa (Flip) y presidente del jurado del Premio Nacional de Periodismo Simón Bolívar, el máximo galardón otorgado en Colombia a las personas dedicadas a este oficio.

## Publicaciones relacionadas
Además de contar con la versión impresa del periódico, La Patria también posee la franquicia del diario popular Q'hubo en Manizales y Caldas, así como la página web abierta en 1998. 
Entre 2010 y 2017 contó con el informativo LPTV Noticias, que es una incursión en la televisión regional. 
Desde 2015 tiene también su propia emisora, La Patria Radio, que hasta la actualidad suena por la frecuencia de Radio Cóndor (1540 AM) y en su programación tiene contenido informativo, cultural, deportivo, de entretenimiento, entre otros.

## Reconocimientos
Actualmente, La Patria es el único periódico de América Latina con el certificado ISO 9001, obtenido en 2003.